# Повне затьмарення
«Повне затьмарення» (англ. Total Eclipse) — британський фільм.

## Сюжет
Фільм описує історію знайомства і взаємовідносин двох видатних французьких поетів — Поля Верлена і Артюра Рембо.
Артюр Рембо — напевно, найбільша загадка французької літератури. Промайнув метеоритом на небосхилі галльської словесності, він всі свої віртуозніші вірші написав у віці до двадцяти, після чого залишив поезію і спокійнісінько зайнявся комерцією.
Фільм присвячений драматичним взаєминам двох чудових французьких поетів XIX століття, Рембо та Верлена; відносин, зазначеним любовної пристрастю, непомірними випивкою абсенту і нескінченним бродяжництвом. Органічніше в ролі Рембо, вундеркінда ді Капріо (теж свого роду голлівудського Рембо) врівноважує блискучий англійський актор Девід Тьюліс, який незрівнянно виконав роль порочного і, урешті-решт, абсолютно неохайного символіста Поля Верлена.

## В ролях
| Актор              | Роль             |
| ------------------ | ---------------- |
| Леонардо Ді Капріо | Артюр Рембо́      |
| Девід Тьюліс       | Поль Верлен      |
| Домінік Блан       | Ізабель Рембо́    |
| Анджей Северин     | Маут де Флервіль |
| Романа Борінжер    |                  |
| Деніз Шалем        |                  |
| Ніта Клейн         |                  |
| Джеймс Тьєррі      | Фредерік         |
| Еммануель Оппо     |                  |
| Крістофер Томпсон  |                  |

## Цікавинки
- Спочатку на роль Рембо планувався Рівер Фенікс, але після його смерті роль дісталася Ді Капріо.
- Девід Тьюліс для зйомки у фільмі виголив частину голови.